# Peter Campbell (pallanuotista)
George Peter Campbell (Salt Lake City, 21 marzo 1960 – Lake Arrowhead, 11 gennaio 2023) è stato un pallanuotista statunitense, vincitore di due medaglie d'argento alle olimpiadi di Seul 1988 e Los Angeles 1984.